# Atomizacja polityczna
Atomizacja polityczna (gr. atomos – niepodzielny, atom; gr. politika – sprawy państwowe) – jest to zjawisko (również proces) polegające na rozdrobnieniu struktur systemu politycznego, znane już w starożytności.

## Starożytna Grecja
Proces atomizacji politycznej jest charakterystyczny dla starożytnej Grecji, gdzie około VIII w. p.n.e. ukształtowała się nowa struktura społeczno-polityczna, tzw. państwo-miasto (polis). Grecja została podzielona na ogromną liczbę małych, autonomicznych państewek, funkcjonujących niezależnie od siebie i rządzących się własnymi, odrębnymi, wówczas jeszcze niespisanymi prawami. W późniejszych okresach, na skutek handlu, który wprowadził więzi ekonomiczne, zmniejszyła się nieco izolacja miast, aczkolwiek zasada odrębności polis i udziału obywateli w decydowaniu o własnych losach (demokracja ateńska) pozostało cechą charakterystyczną dla Grecji.

## Feudalizm
Dla wielu państw europejskich jest to okres silnego rozdrobnienia feudalnego. W Polsce np. sytuacja ukształtowała się następująco: w 1138 r. (na mocy testamentu Bolesława Krzywoustego) kraj został podzielony na pięć dzielnic. W następnych dwóch stuleciach dzielnice uległy w ten sam sposób dalszym podziałom, co doprowadziło do znacznego rozdrobnienia kraju.

## XIX / XX wiek
W XIX i XX wieku zaczęła się kształtować świadomość narodowa, w oparciu o to kryterium zaczęły się formować nowe państwa; po II wojnie światowej proces ten szczególnie przybrał na znaczeniu. Dla porównania: rok 1939 r. to 67 państw, rok 2007 -193.
Zjawisko atomizacji politycznej jest procesem charakterystycznym dla współczesnej cywilizacji. W dzisiejszych czasach decentralizacja(proces przekazywania organizacjom pozarządowym niektórych funkcji publicznych należących dotąd do kompetencji rządu centralnego)władzy wiąże się z upodmiotowieniem społeczności lokalnych oraz rozwojem instytucji samorządowych. Organizacje te są hierarchicznie niezależne i reprezentują interesy lokalnych społeczności. W takim modelu członkowie lokalnej władzy ustawodawczej są wybierani w wyborach bezpośrednich i podlegają kontroli swoich wyborców.
Atomizacja (decentralizacja) władzy polegająca na stworzeniu wielu ośrodków decyzyjnych na różnych poziomach prowadzi do pełniejszego zaspokojenia potrzeb społecznych (zachowanie własnej tożsamości i identyfikacja z określonym porządkiem politycznym) oraz zapewnia możliwość współdecydowania o losach własnych i państwa. Wyrazem atomizacji jest fakt, że coraz częstsze przy podejmowaniu decyzji przez władze państwowe jest referendum, czyli forma demokracji bezpośredniej. Dobrym przykładem atomizacji rządów i rozszerzenia autonomii lokalnej jest regionalizacja.
W niektórych państwach Europy Zachodniej, gdzie podział regionalny odwołuje się do wspólnych tradycji historycznych i odrębności kulturowych poszczególnych dzielnic, tożsamość regionalna jest tak samo silna jak państwowa czy narodowa. Można stwierdzić, że atomizacja polityczna jest świadectwem kryzysu tradycyjnych instytucji i systemów politycznych.